# مرد در شرف ازدواج
مرد در شرف ازدواج (به انگلیسی: The Marrying Man) فیلمی است محصول سال ۱۹۹۱ و به کارگردانی جری ریس است. در این فیلم بازیگرانی همچون کیم بسینگر، الک بالدوین، رابرت لوجا، الیزابت شو، پل رایزر، فیشر استیونس، پیتر دابسن، آرماند آسانته، کریستن کلوک، کاترین لاینگ و استیو هیتنر ایفای نقش کرده‌اند.